# Смолич, Аркадий Антонович
Арка́дий Анто́нович Смо́лич (бел. Аркадзь Антонавіч Смоліч; 17 (29) сентября 1891, д. Бацевичи Минской губернии Российской империи, ныне Кличевский район Могилёвской области Беларуси — 17 июня 1938, Омск, РСФСР, СССР) — деятель белорусского национального движения, один из руководителей Белорусской Народной Республики, учёный в области экономики, сельского хозяйства, картографии и географии. Профессор (1927).

## Биография
Родился в семье священника. Окончил Минскую духовную семинарию (1905), Новоалександрийский институт сельского хозяйства и лесоводства (Пулавы, Польша, 1916), учился в Киевском политехническом институте. С 1910 года член Белорусской социалистической громады (БСГ). Активный участник клуба «Белорусская хатка» в Минске. На конференции БСГ в июне 1917 года вошёл в состав её временного ЦК, был редактором газеты «Громада». Участник Всебелорусского съезда, проведённого в декабре 1917 года в Минске. Депутат Минской городской думы (1917-1918).

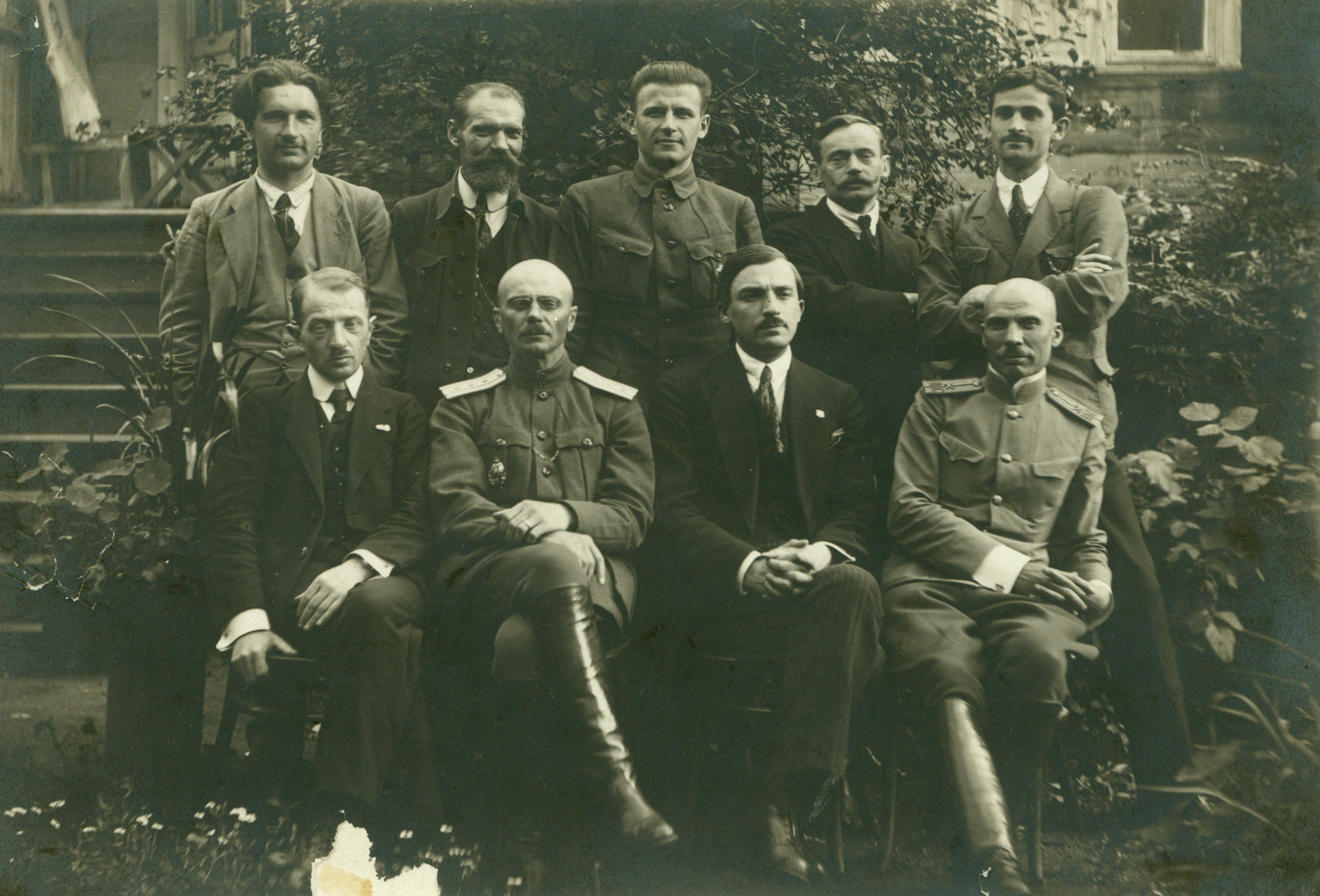
Народный Секретариат Белорусской Народной Республики. Смолич крайний слева в ряду стоящих.

В 1918 году Аркадий Смолич стал одним из инициаторов провозглашения Белорусского Народной Республики (БНР). В первом правительстве — Народном Секретариате БНР (бел.) — Смолич занимал должность народного секретаря просвещения. После распада БСГ вместе с другими белорусскими деятелями в апреле 1918 года организовал Белорусскую социал-демократическую партию (бел.), автор проекта её программы, один из теоретиков белорусского социал-демократизма. В 1918 году находился в Гродно. Во время советско-польской войны в связи с наступлением польской армии в сентябре 1920 года переехал в Вильну. Участвовал в создании Товарищества белорусского школы и был его первым председателем, работал учителем в Виленской белорусской гимназии.
В августе 1922 года вернулся в Минск с разрешения правительства Советской Белоруссии. Работал заведующим планово-экономического отдела Наркомата земледелия БССР. Одновременно с 1923 года доцент, профессор (1927) и заведующий кафедрой в Белорусском государственном университете. В 1923 году под руководством Смолича создан журнал «Плуг» и Центральное бюро краеведения. С 1925 года заместитель председателя Инбелкульта, руководитель сельскохозяйственной секции и комиссии по районированию БССР, председатель Центрального бюро краеведения.
В 1928 году избран действительным членом Русского географического общества, в 1930 году награждён его Малой золотой медалью за изданный в 1929 году научные труды «Размещение населения по территории БССР» («Размяшчэнне насельніцтва па тэрыторыі БССР») и «Сельскохозяйственные районы БССР в 1927-1928 гг.: Предварительная схема и методологические внимания» («Сельскагаспадарчыя раёны БССР у 1927—1928 гг.: Папярэдняя схема і метадалагічныя ўвагі»). Таким образом, Смолич заложил основы научного изучения географии Беларуси, выступил автором первого академического учебника «Геаграфія Беларусі» (1919; 4-е изд., 1993). Сделал вклад в преобразование Инбелкульта в Белорусскую академию наук, был одним из авторов её первого устава. С  года член Президиума Академии.
Попал под сталинские репрессии. 26 июня 1930 года арестован по делу «Союза освобождения Беларуси». По постановлению коллегии ОГПУ СССР от 10 апреля 1931 года за «вредительство и антисоветскую агитацию» сослан на 5 лет в Осу Пермской области, потом в Ишим Тюменской области. Жена с тремя детьми отправилась за ним в ссылку. Освобожден в августе 1935 года. Снова арестован в ночь с 17 на 18 июня 1937 года. По решению тройки УНКВД по Омской области приговорен к расстрелу, расстрелян в Омской тюрьме 17 июня 1938 года. По первому приговору реабилитирован Верховным судом БССР 10 июня 1988 года, по второму президиумом Тюменского областного суда 9 февраля 1957 года. Групповое дело Смолича и некоторых других репрессированных № 20951-с с фотографией хранится в архиве КГБ Беларуси.

## Научные труды
- Смоліч А. Арганізацыя сялянскай гаспадаркі ў раёнах Цэнтральнай Беларусі: паводле даных бюджэтна-агранамічных дасьледванняў 1923 году. — Мн.: Інбелкульт, 1926. — 149 с.
- Смоліч А. Размяшчэнне насельніцтва па тэрыторыі Беларускай ССР // Матэрыялы да геаграфіі і статыстыкі Беларусі. — Мн.: Ін-т бел. культуры. Аддз. прыроды і народнай гаспадаркі. — 1928. — Т. 2. — С. 1—34.
- Смоліч А. Эканамічнае становішча Беларусі перад вайною і рэвалюцыяй // Беларусь: нарысы гісторыі, эканомікі, культурнага і рэвалюцыйнага руху. — Мн., 1924. — С. 22—77.
- Смоліч А. Тыпы геаграфічных краявідаў // Навуковы зборнік Інстытута Беларускай Культуры. — 1925 г. — Мн. 1925. — С. 155—165.
- Смоліч А. Сельскагаспадарчыя раёны БССР у 1927—1928 гг. Папярэдняя схема і метадалагічныя ўвагі. — Мн., 1929. — 137 с.
- Смоліч А. Географія Беларусі. — Мн.: Беларусь. 1993. — 374 с.